# Francia huszárság

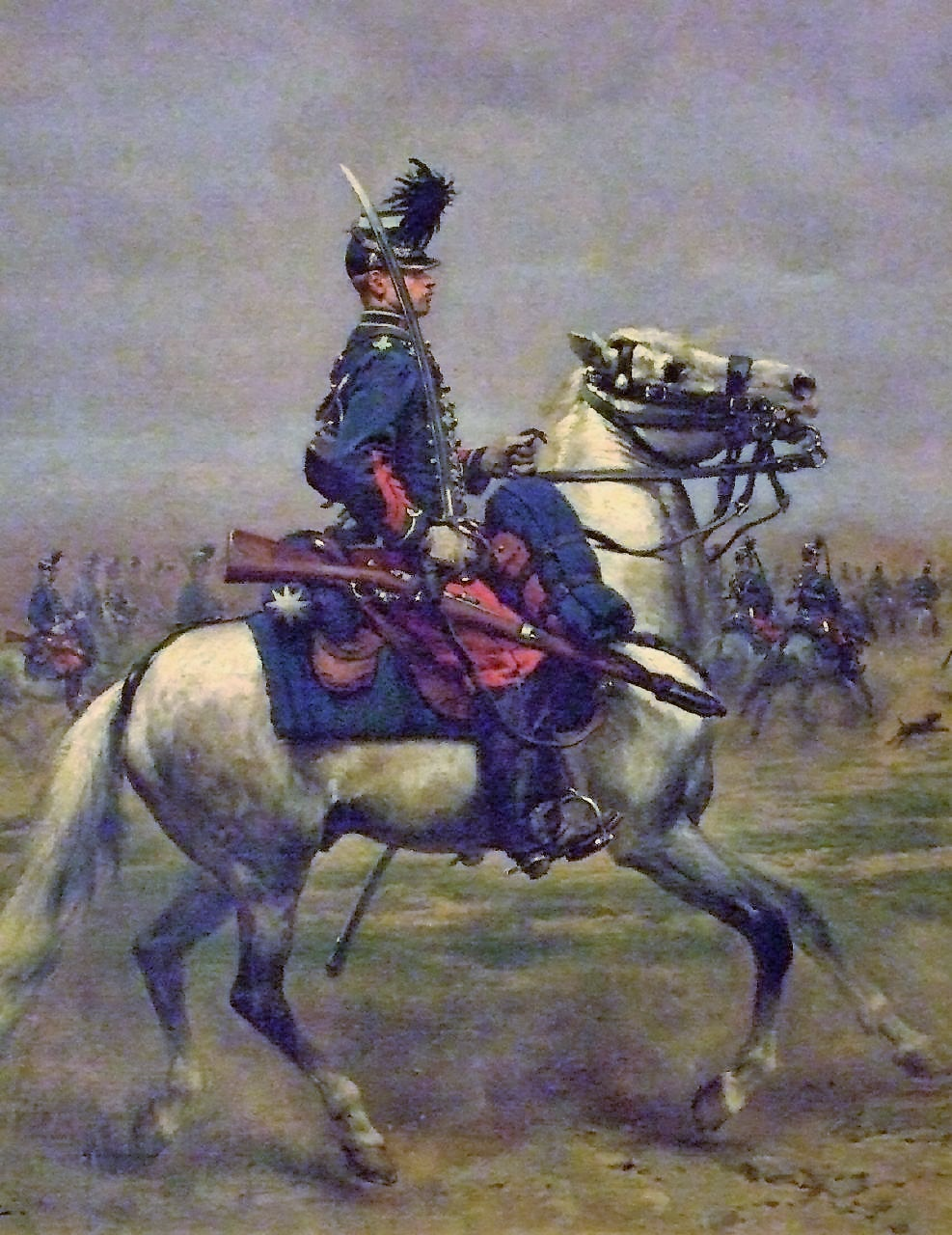
Egy francia huszár a 19. század végén.

A francia huszárság igen sokat köszönhet a külföldi katonáknak, különösen a magyar „alapítóknak”, többek között Bercsényi Lászlónak. Bercsényi 1712-ben, az akkor csupán egyetlenegy francia huszárezredből (amelynek legénysége többségben a Rákóczi-szabadságharc magyar menekültjeiből állt), szervezett, és ütőképes különítményt hozott létre. A francia huszárság később olyan sikeresnek bizonyult, hogy a 19. század elejére annyi huszárezredet szerveztek mint amennyi az osztrák-magyar hadseregben volt.

## Történet

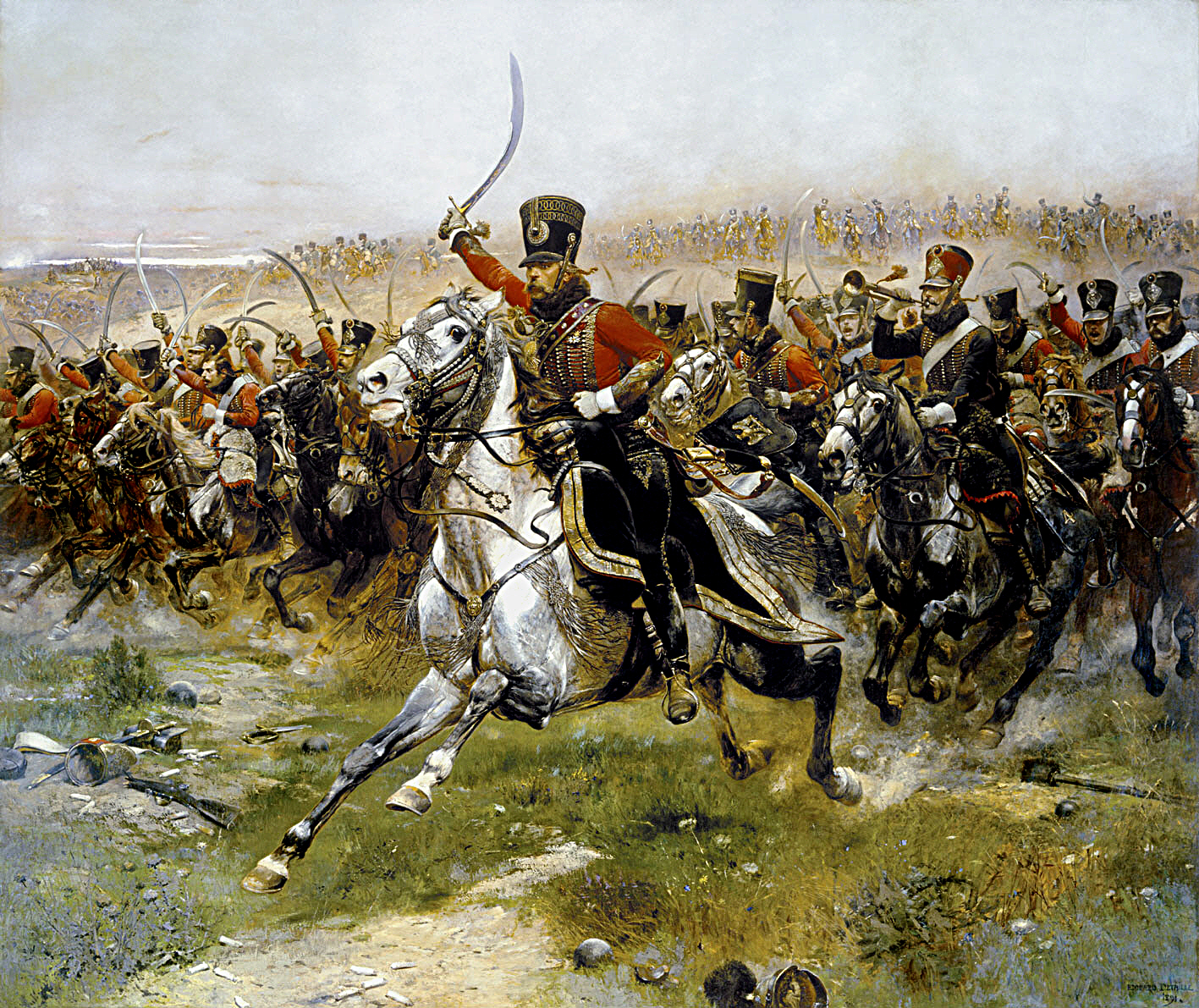
Francia huszárroham a Friedlandi csatában.

### Az alapítás
Bercsényi László, aki Rákóczi testőr századosa volt, 1712-ben, huszonnégy éves korában került Franciaországba, az akkor már fennálló, de még csak egyetlen francia huszárkülönítménybe mint alezredes. Ez a különítmény nem képzett szervezett egységet a francia hadseregen belül, és kizárólag a császári hadseregből átszökött magyar huszárokból állt. A különítménynek az egykori császári huszárkapitány, Ráttky György volt a parancsnoka, aki még 1692-ben lépett francia szolgálatba. A franciák már korábban is érdeklődtek a huszárok (elsősorban a magyar huszárok) iránt, és a legtöbb katonai vezető örült, hogy végre sikerült saját soraik között üdvözölni néhányukat. 
Franciaországba érkezvén, Bercsényi vállalkozott arra, hogy huszárezredet szervezzen. 1719-ben, toborzóútra indult, és egészen Rodostóig ment, ahol megtalálta önkéntes száműzetésbe vonult atyját, majd bujdosó kurucokat toborzott. Ebbe több mint 300 magyar bele is ment, és Bercsényi parancsnoksága alatt Franciaországba indult. A Törökországban verbuvált háromszáz kurucból állította fel ezután Franciaországban azt a huszárezredet, amely az első világháború végéig viselte Bercsényi nevét és címerét.

### A 18. század közepén, és végén
A Bercsényi huszárezred megalakulása után (1733) szervezték meg Esterházy Bálint ezredét a 2. huszárezredet. Az új ezredparancsnokot, kinek édesapja II. Rákóczi Ferenc katonája volt, Bercsényi tanította a huszármesterségre, éppen úgy, mint a fejedelem egykori apródját, Polleretzky Andrást (André Poleretzky de Polereka). Utóbbi 1743-ban egy újabb magyar alapítású huszárezred parancsnoka lett. 
Bercsényi tevékenysége, alatt és után hét huszárezred állott a francia hadseregben. Ezekben az ezredekben azonban a magyarok és a franciák után egyre több nemzet szolgált. Lassanként olyan sok lett a német, hogy külön ezredekbe sorolták őket. Így jött létre a francia seregen belül a Lynden, a Beausobre, a Raugrave és a Ferrari nevű német alapítású huszárezred.

## Képgaléria

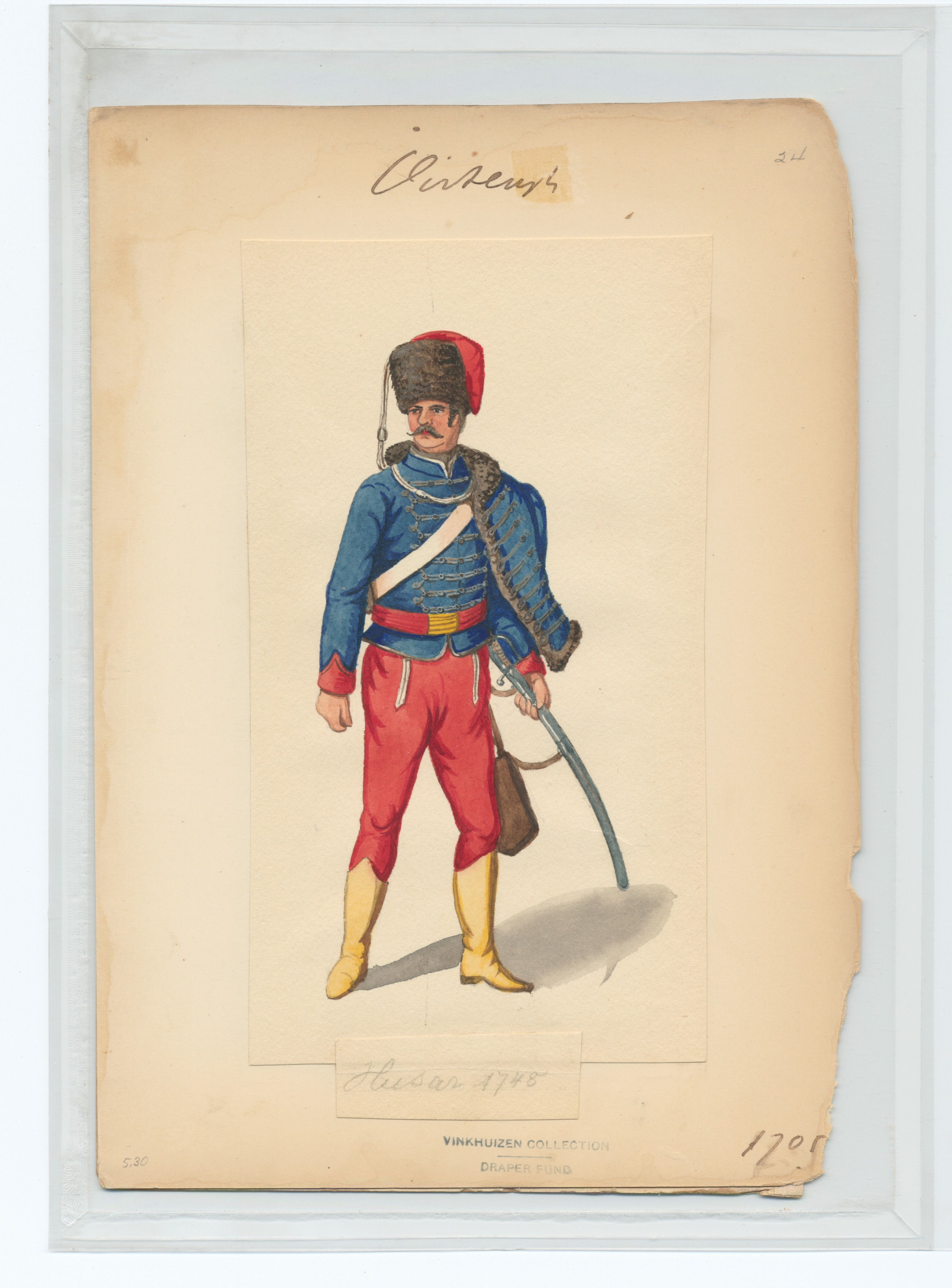
Esterházy huszár (1748)
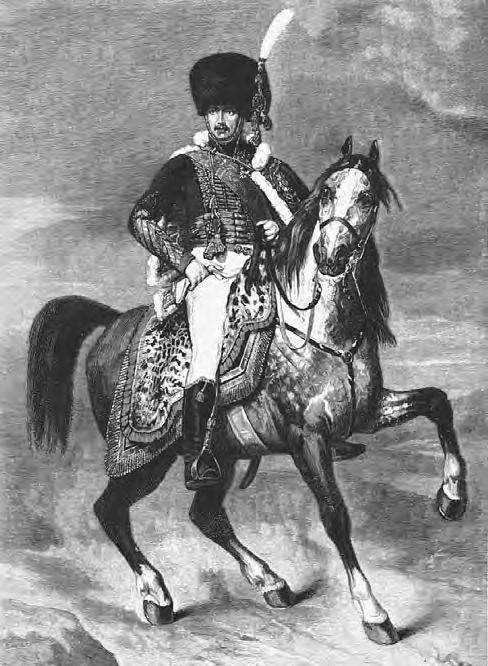
Eugène de Beauharnais francia huszáregyenruhában.
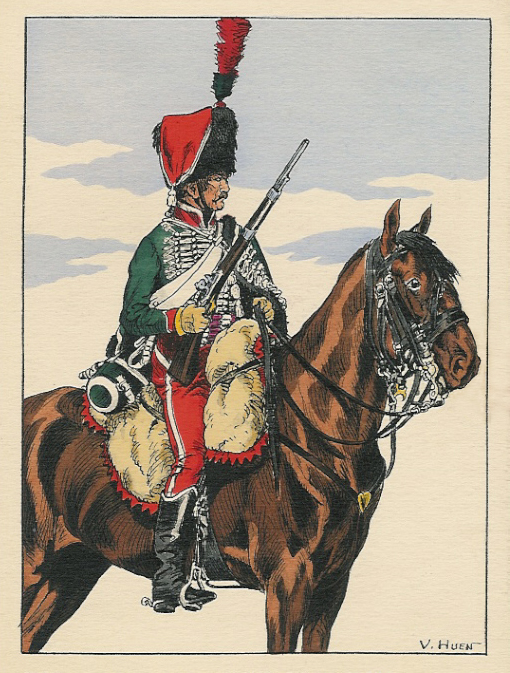
Francia huszár 1804-ből.